# Флавій Іовін
Флавій Іовін (*Flavius Iovinus, 310-ті — 370) — державний і військовий діяч пізньої Римської імперії.

## Життєпис
Походив з римогаллської знаті. Народився десь у 310-х роках в Дурокорторі. Ймовірно військову службу розпочав за часів імператорів Константа або Костянтина II. До часів цезаря Юліана досяг посаду магістра кінноти.
361 року підтримав Юліана у протистоянні з імператором Констанцієм II. Був відправлений для придушення закоот в Аквілеї, де легіонери ще не довідалися про смерть Констанція II. Не зміг захопити місто й був замінений. За ццим призначений магістром кінноти в Іллірику.
362 року став членом Халкидонської комісії, що розслідувала зловживання вищих сановників часів Констанція II. Потім призначається magister armorum per Gallias (магістром зброї Галлії). За власний кошт звів церкву Св. Агріколи і Св. Віталя в рідному місті (в середньовіччі на її місці було абатство Сен-Нікезе). Також йому приписують заснування містечок Іовініакум і Іовініум. Після смерті Юліана у 363 році втратив посаду.
У 364 році стає комітом імператора Валентиніана I. У 366 році успішно протистояв вторгненню алеманів до провінції Друга Белгіка, завдавши тим поразки у битвах при Скарпоні, на річці Мозелла і при Каталаунах.
367 року призначено консулом (разом з Флавієм Лупіціном). Того ж року придушив повстання в Британії. за цим займався обороною галльського узбережжя на півночі. 368 року звитяжив у битві біля Соліцінії проти алеманів на чолі із Рандоном.
Помер 370 року. Поховано у церкві СвАгріколи в білому мармуровому саркофазі розміром 1,48х2,85х1,33 м вагою близько 2 т, що прикрашений сценою полювання на левів та сценою мертвого, який готується піти.